# Trematodon suberectus
Trematodon suberectus är en bladmossart som beskrevs av Mitten in J. D. Hooker 1867. Trematodon suberectus ingår i släktet tranmossor, och familjen Bruchiaceae. Inga underarter finns listade i Catalogue of Life.